# Salina beta
Salina beta är en urinsektsart som beskrevs av Christiansen och Bellinger 1980. Salina beta ingår i släktet Salina och familjen Paronellidae. Inga underarter finns listade i Catalogue of Life.